# Tanytarsus trilobatus
Tanytarsus trilobatus är en tvåvingeart som först beskrevs av Jean-Jacques Kieffer 1922.  Tanytarsus trilobatus ingår i släktet Tanytarsus och familjen fjädermyggor.
Artens utbredningsområde är Tyskland. Inga underarter finns listade i Catalogue of Life.